# Département de Diamante
Le département de Diamante est une des 17 subdivisions de la province d'Entre Ríos, en Argentine. Son chef-lieu est la ville de Diamante.
Le département a une superficie de 2 774 km2. Sa population s'élevait à 44 095 habitants au recensement de 2001.

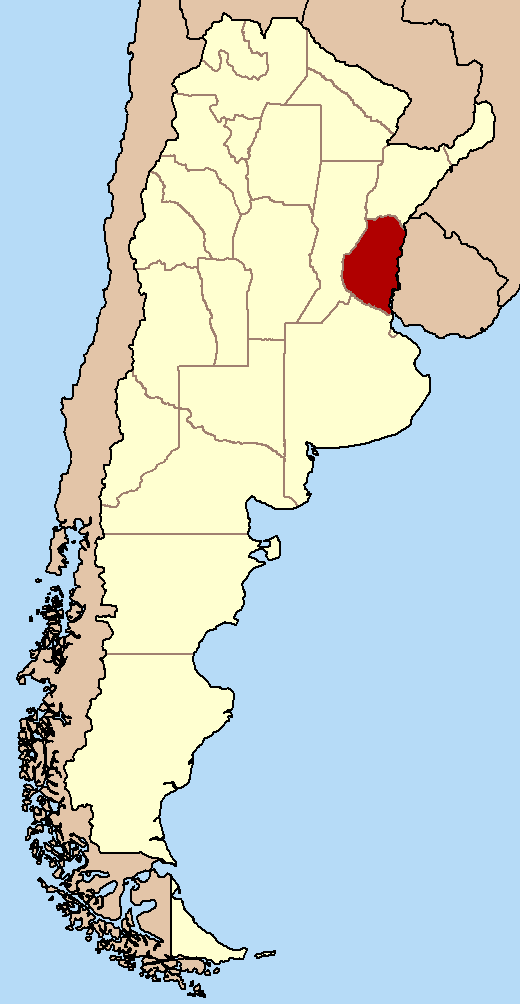
Localisation de la province d'Entre Ríos en Argentine.

## Communes et localités du département
- Aldea Brasilera
- Aldea Protestante
- Aldea Salto
- Aldea San Francisco
- Aldea Spatzenkutter
- Aldea Valle María
- Diamante, chef-lieu
- Estación Camps
- Estación Gobernador Echagüe
- General Ramírez
- General Racedo
- Libertador San Martín
- Puerto Alvear
- Puerto Las Cuevas
- Puiggari